# Efectul „gâtului de sticlă”

Efectul „gâtului de sticlă” şi evoluţia spre creşterea numărului de indivizi sau extincţia populaţiei/speciei.

Efectul „gâtului de sticlă” (numit și efectul de „strangulare a populației” sau de „gâtuire genetică”) (population bottleneck în limba engleză) este un eveniment evolutiv în care o proporție semnificativă a unei populații sau specii este ucisă sau împiedicată de a participa la reproducere. 
Diminuarea efectivului populației crește deriva genetică, căci rata derivei genetice este invers proporțională cu mărimea populației. Reducerea dispersiei populației duce, în timp, la creșterea omogenității genetice. Dacă este severă, diminuarea populației poate, de asemenea, crește semnificativ consangvinizarea datorită reducerii numărului de parteneri posibili.
Un tip particular de efect al gâtului de sticlă numit efect de fondator poate apărea în cazul în care un grup mic de indivizi se separă din punct de vedere reproductiv de populația principală. 

## Exemple în evoluția speciei umane
Biologul evoluționist Richard Dawkins a postulat că secvențele ADN-ului mitocondrial uman (moștenit numai pe linie maternă) și ADN-ului cromozomului Y (moștenit de la tată) prezintă un punct de coalescență situat la aproximativ 140 de mii de ani și, respectiv, 60 de mii de ani în urmă. Cu alte cuvinte, strămoșii pe linie feminină ai tuturor oamenii care trăiesc în prezent conduc înapoi în timp la o singură femeie (Eva mitocondrială) ce ar fi trăit acum aproximativ 140.000 ani în urmă. Pe linie masculină, strămoșii tuturor oamenilor pot fi urmăriți înapoi până la un singur bărbat (Adam cu cromozomul Y), la aproximativ 60.000 - 90.000 de ani în urmă.
Acest lucru este în concordanță cu teoria catastrofei Toba, care sugerează că o strangulare a populației umane a avut loc cu aproximativ 70.000 de ani în urmă; Această teorie estimează că populația umană a fost probabil redusă la aproximativ 15.000 de persoane atunci când supervulcanul Toba din Indonezia a erupt și a declanșat o schimbare climatică majoră. Teoria se bazează pe dovezile geologice ale unor schimbări climatice bruște și pe probele de coalescență ale unor gene (incluzând ADN-ul mitocondrial, cromozomul Y și unele gene nucleare), precum și pe nivelul relativ scăzut de variație genetică al populației umane. 
Cu toate acestea, coalescența fiind un proces genetic așteptat, el nu indică, în sine, o gâtuire a populației, deoarece ADN-ul mitocondrial și ADN-ul cromozomului Y reprezintă doar o mică parte a întregului genom și sunt atipice prin modul lor de transmitere deoarece sunt moștenite exclusiv prin intermediul mamei sau, respectiv, al tatălui. 
Marea majoritate a genelor sunt fie moștenite de la tată, fie de la mamă și, prin urmare, pot fi urmărite înapoi în timp, fie prin strămoșii pe linie maternă, fie prin cei ai liniei materne.  Analiza mai multor gene a permis identificarea unor puncte de coalescență diferite, variind între 2 milioane de ani și 60.000 de ani în urmă, ceea ce infirmă existența unei strangulări extreme recente (de exemplu, o singură pereche de reproducători).
Pe de altă parte, în anul 2000, un articol din revista științifică Molecular Biology and Evolution (Biologia Moleculară și Evoluția) a sugerat existența, mai degrabă, a unui model de transplantare sau a unui „blocaj lung” pentru a ține cont de variația genetică limitată, decât a unui modelul de schimbare climatică catastrofică. Acest lucru ar fi în concordanță cu sugestia că în Africa sub-sahariană numărul indivizilor ar fi putut fi redus până la aproximativ 2.000, probabil pentru o perioadă de circa 100.000 de ani, înainte de a se înregistra o nouă creștere a numărului indivizilor în Paleoliticul superior.

## În teoria evoluției
Cu cât o populație devine mai mică, cu atât deriva genetică joacă un rol mai important în speciație. Populația unei specii sălbatice, ca de exemplu ursul brun, poate fi redusă la doar câteva zeci de perechi pe o insulă arctică. Este probabil ceea ce s-a întâmplat la sfârșitul ultimei periode glaciare când podul terestru din Beringia a fost acoperit de apele mării. În aceaste împrejurări, un caracter benefic apărut la unul sau doi masculi dominanți (sau masculi alfa) poate schimba culoarea blănii, corpulența, capacitatea de înot, rezistența la frig sau agresivitatea grupului în doar câteva generații .

## Mărimea minimă a unei populații viabile
În biologia conservării, mărimea minimă a unei populații viabile este cea mai mică populație ce poate exista fără riscul de extincție datorită dezastrelor naturale sau demografice sau evenimentelor genetice stocastice. Această valoare este folosită în determinarea mărimii efective a populației atunci când o populație este expusă riscului de extincție.
 Există controverse considerabile cu privire la utilitatea noțiunii de mărimea minimă a unei populații viabile.